# E Centauri
E Centauri (viết tắt E Cen) là một ngôi sao đơn thuộc chòm sao phương nam Bán Nhân Mã. E Centauri là một sao lùn dãy chính loại B màu xanh trắng, có cấp sao biểu kiến là +5,34 và cách Trái Đất khoảng 600 năm ánh sáng.